# Liolaemus hellmichi
Espèce
Statut de conservation UICN

 VU D1 : Vulnérable
Liolaemus hellmichi est une espèce de sauriens de la famille des Liolaemidae.

## Répartition et habitat
Cette espèce est endémique de la région d'Antofagasta au Chili,. Elle est présente entre 1 000 et 1 400 m d'altitude. Elle vit dans les déserts côtiers.

## Étymologie
Cette espèce est nommée en l'honneur de Karl George Walter Hellmich.

## Publication originale
- Donoso-Barros, 1975 "1974" : Nuevos reptiles y anfibios de Chile. Boletin de la Sociedad de Biologia de Concepción, vol. 48, p. 217-229 (texte intégral).